# Give 'Em the Boot IV
Give 'Em the Boot IV è la quarta raccolta della serie pubblicata dalla Hellcat Records Give 'Em the Boot.

## Tracce
1. Killing Zone - Rancid
2. Dirty Reggae - The Aggrolites
3. Atomic - Tiger Army
4. Propaganda - The Slackers
5. Kiss Kiss Kill Kill - Roger Miret and the Disasters
6. Lost Paradise - U.S. Roughnecks
7. Caught in Between - F-Minus
8. Marshall Law - Die Hunns
9. I'm Shipping Up to Boston - Dropkick Murphys
10. 1% - Lars Frederiksen & The Bastards
11. That's What I Know - Brain Failure
12. Let There Be Peace - Chris Murray
13. Dead Bodies - Nekromantix
14. Romper Stomper - Transplants
15. Junco Partner - Joe Strummer & The Mescaleros
16. No Rest for the Weekend - Orange
17. Dia de los Muertos - Rezurex
18. Waste of Time - The Unseen
19. Break Me - Ducky Boys
20. Where They Wander - HorrorPops
21. S.C. Drunx - South Central Riot Squad
22. Trauma - Mercy Killers
23. Skinwalkers - 12 Step Rebels
24. Wasted LIfe - The Escaped
25. Rise Up - Pressure Point
26. Room to Breathe - Westbound Train